# Czartki (Chwałkowo)
Czartki – przysiółek wsi Chwałkowo w Polsce, położona w województwie wielkopolskim, w powiecie średzkim, w gminie Środa Wielkopolska.
Wchodzi w skład sołectwa Chwałkowo.
W latach 1975–1998 Czartki administracyjnie należały do województwa poznańskiego.